# Char lourd M103
Le M103, de son nom complet 120mm gun combat tank M103 est un char lourd développé par Chrysler au début des années 1950 pour les forces armées des États-Unis. Conçu dans l’urgence en raison de la guerre de Corée et de la faiblesse des forces blindées occidentales en comparaison de celles de l’URSS, les débuts du M103 sont marqués par les difficultés techniques. Ainsi, les 300 exemplaires produits entre 1953 et 1954 sont refusés par l’armée, et ce n’est qu’en 1956 que le char est enfin reconnu bon pour le service. 

## Contexte

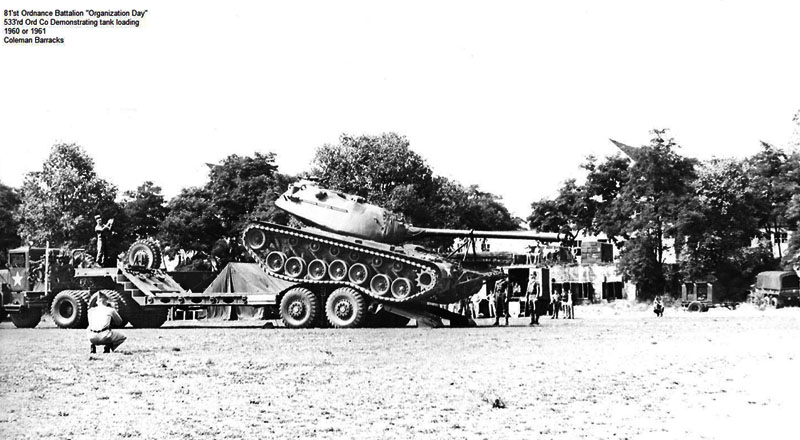
Déchargement d'un M103 dans une base américaine en Allemagne de l’Ouest en 1960 ou 1961.

Pendant la Seconde Guerre mondiale, les forces armées des États-Unis ne disposent d’aucun char lourd, le M6 s’étant révélé inadapté et le M26 arrivant trop tard pour jouer un rôle, même mineur, dans les combats. Par ailleurs les expériences ayant été menées sur les chars lourds à partir de 1944 n’ont pas données de résultat, la mise en production des T29 et T30 étant abandonné à la reddition du Japon. Enfin, à la fin de la guerre, les classifications sont revues afin de prendre en compte les évolutions ayant eu lieu pendant le conflit et le Pershing est désormais considéré comme un char moyen. L’apparition au printemps 1945 de l’IS-3 soviétique, qui constituerait une importance menace pour les Alliés en cas de conflit en Europe incite les Américains à réfléchir sur la composition de leur force blindée.
À partir de novembre 1945, le comité Stilwell, du nom de son directeur le général Joseph Stilwell, se penche donc sur les spécifications requises pour la nouvelles génération de chars à venir. Son rapport rendu le 19 janvier 1946 rejette à la fois la catégorie des chars super-lourds et les chasseurs de chars, faisant de fait du char lourd le principal moyen de lutter contre d’autres chars. Le manque de moyens alloués ne permet cependant pas de développer de nouveaux véhicules et les propositions, comme le K-Tank de Chrysler, restent sans suite et les choses restent en l’état jusqu’en 1948.

### Développement
Les études pour concevoir un char lourd reprennent en 1948 en réponse au risque croissant de guerre contre l’Union soviétique. Il est décidé de partir du T34 Heavy Tank (en), mais celui-ci étant trop lourd pour les Marines, il est proposé de le raccourcir et de l’équiper d’un canon plus léger, en conservant toutefois le calibre de 120 mm. Les caractéristiques attendues du nouveau véhicule, nommé T43, sont énoncées en décembre 1948 et le travail de développement commence en 1949. Les avancées réalisées pendant celui-ci nécessitent cependant de corriger en avril 1950 les spécifications. Lorsque la guerre de Corée éclate en juin 1950, le T43 n’a toujours pas dépassé le stade de la maquette et la décision est alors prise d’accélérer le développement en se passant de la plupart des phases d’essais. Ainsi, comme en 1940 avec le M3, l’U.S. Army passe commande pour 80 exemplaires T43 en décembre alors que le véhicule n’existe que sur papier.
Le premier prototype est terminé en juin 1951, mais des changements sont nécessaires et il faut encore attendre un an pour que la production de la version améliorée, appelée T43E1, soit autorisée le juillet 1952. Le T43E1 est produit à 300 exemplaires entre 1953 et 1954 à l’usine Chrysler de Newark. Il apparaît toutefois rapidement que le véhicule a tant de problèmes qu’il est pratiquement inutilisable, ce qui conduit à la mise en réserve en août 1955 de tous les exemplaires produits en attendant la mise en place de correctifs. Une centaine de modifications sont ainsi proposées en novembre et leur mise en œuvre sur les chars déjà produits acceptée en février 1956. La version corrigée est standardisée le 26 avril 1956 sous le nom de 120mm gun combat tank M103.
Il est toutefois apparu dès 1954 que, même avec ces correctifs, le T43E1 ne pourrait jamais répondre aux exigences initiales, en particulier en ce qui concerne la tourelle et le système de conduite du tir. Un programme est donc lancé en 1954 afin de reprendre la conception de ces parties. Un premier prototype du nouveau modèle, appelé T43E2, commence ses essais en février 1956 à Aberdeen et un second à Fort Knox en juin.

### Évolutions

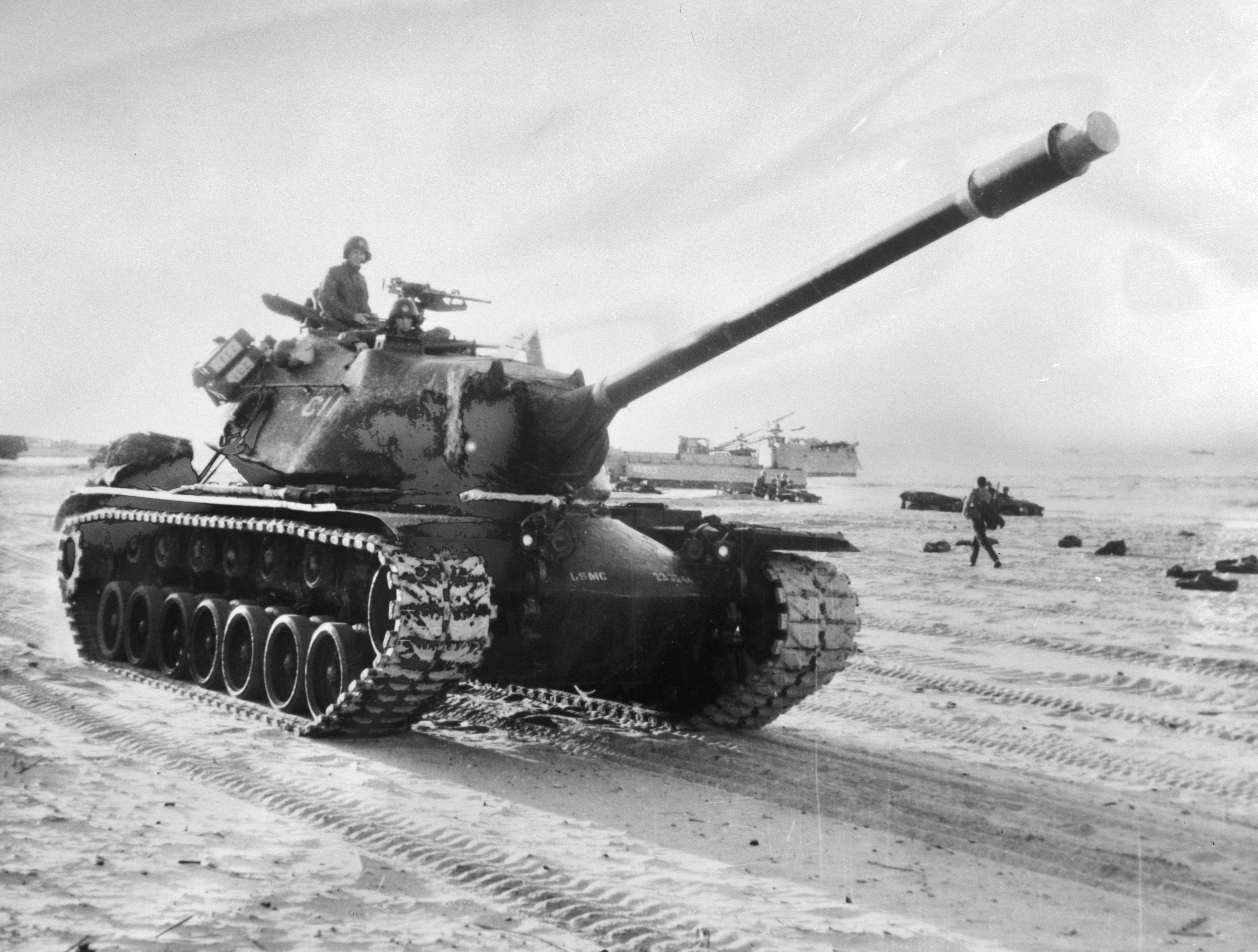
Un M103 de l'USMC lors d'exercices américano-espagnols. octobre 1964

Les M103 sont déployés à la demande de la 7e armée à partir de janvier 1958 au sein du 899(th) Tank Bataillon stationné à la caserne Fliegerhorst, Hanau, Allemagne de l'Ouest, qui est en conséquence renommé 2d Heavy Tank Bataillon, 33rd Armor Regiment (en) le 1er mai 1958. Cette unique bataillon de chars lourds de l'armée américaine, contrairement aux autres unités blindées, était organisé en quatre compagnies de chars, composées de six pelotons chacune, dont chaque peloton contenait trois M103, pour un total de 18 chars par compagnie et 52 au total pour le bataillon. 
Le Corps des Marines des États-Unis a affecté une compagnie de M103 à chacun de ses trois bataillons de chars de la Marine, y compris ses unités de réserve. Le M103 n'a jamais été utilisé au combat. Le nouveau char est globalement apprécié des équipages en raison de sa puissance de feu et de sa capacité à suivre le M48.
Alors que l'armée de terre américaine a désactivé ses unités de chars lourd avec la réception des nouveaux chars de combat principaux de la série M60 en 1963, les M103 restants sont restés dans l'inventaire de l'US Marine Corps jusqu'en 1972 et ce qu'ils commencent également à recevoir le char de combat principal de la série M60. 
Certains diplomates du département d'État envisagèrent de les vendre au Koweït en 1975 mais cela resta sans suite.

## Caractéristiques

### Armement

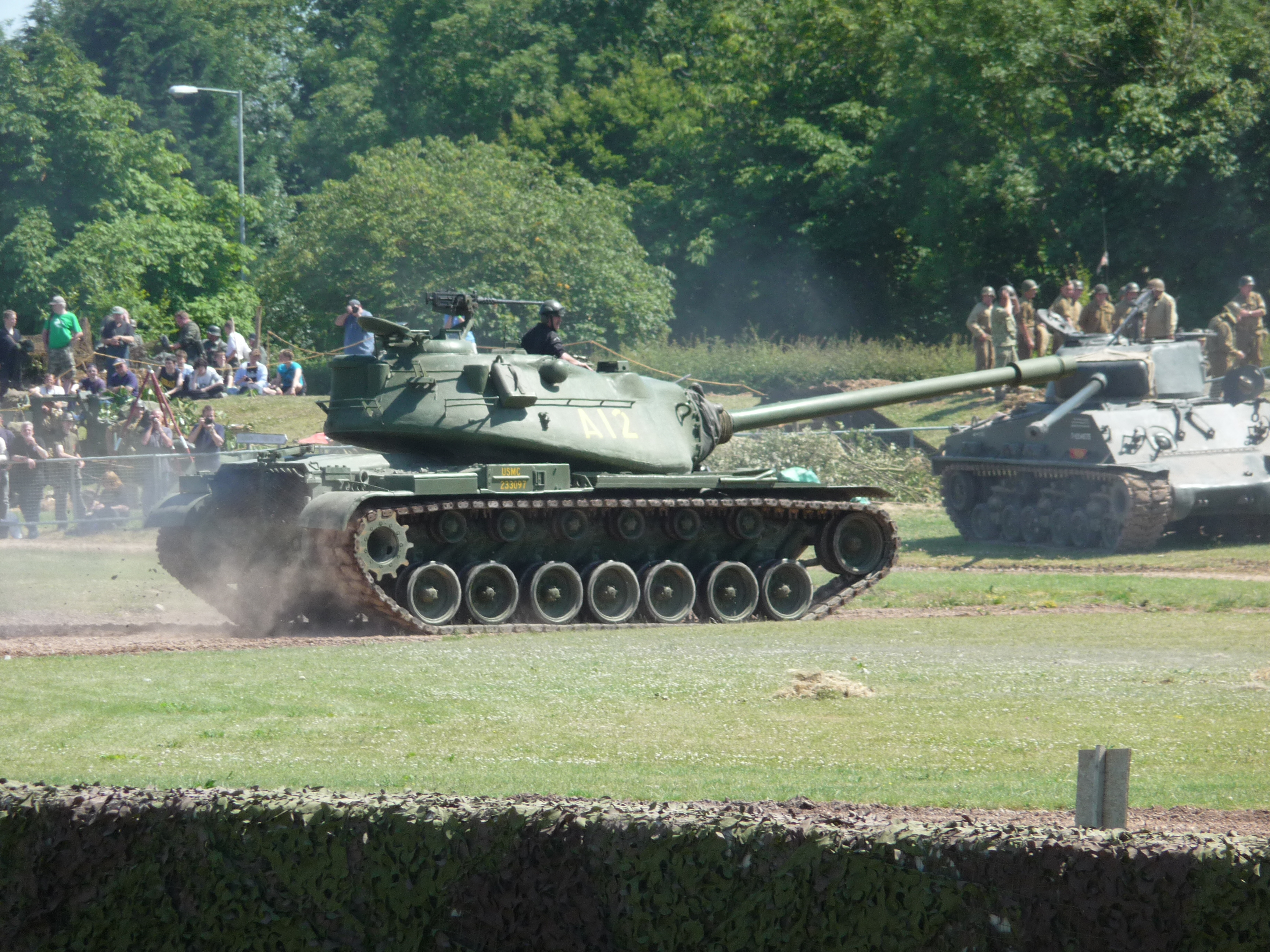
Un M103 en démonstration en 2009 sur le camp de Bovington en Angleterre.

Le char lourd M103 était armé d'un canon M58 de 120 mm d'une longueur de 60 calibre (L/60) monté sur un affût M89A1 offrant un débattement de +15° à -8°. Sur les premiers M103 fabriqués en 1953, le dispositif de frein de tir était assuré par un dispositif à ressort concentrique mais, en 1957, ce dispositif fut remplacé sur le M103A1 par un système comprenant quatre cylindres récupérateurs à fonctionnement hydraulique.

L'ouverture du bloc de culasse se faisait de manière semi-automatique, la fermeture quant à elle se faisait par l'intermédiaire d'un levier monté à gauche de la chambre. La portée pratique du canon était de 1 828 mètres (soit 2000 yards) avec l'obus perforant M358 AP-T.
Le canon britannique Royal Ordnance L1 armant le char lourd FV214 Conqueror est extrapolé de celui-ci.

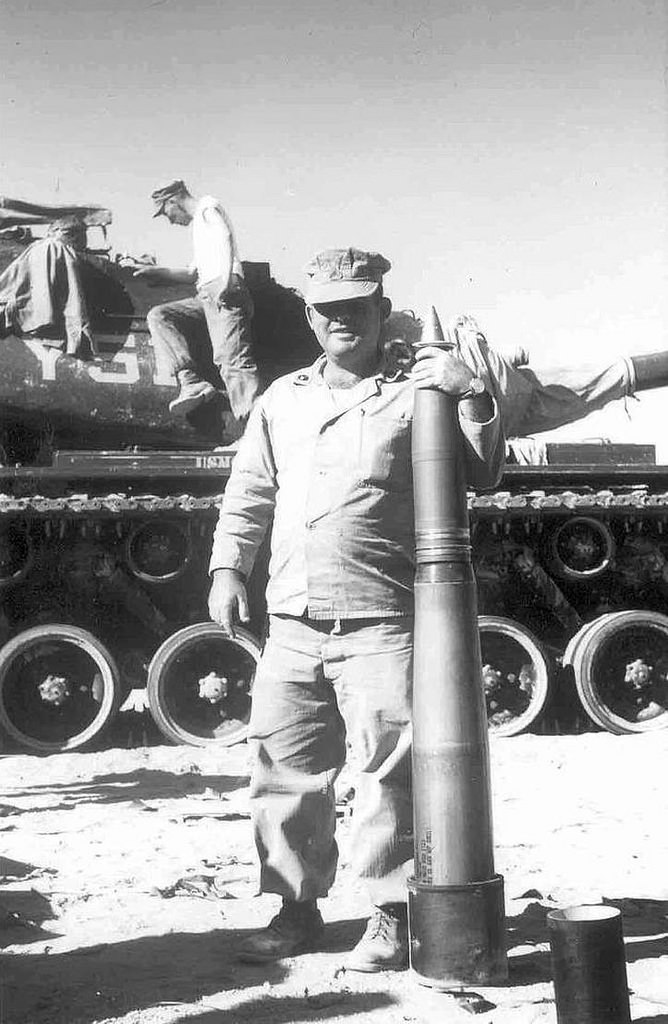
Un staff sergeant de l'USMC posant avec un obus explosif M356 HE-T devant le premier char reçu par le 1st Tank Battalion vers 1959.

Une des particularités du M58, c'est qu'il utilisait des munitions à charge et projectile séparés, comme sur les canons d'artillerie de marine. Par contre, les charges n'étaient pas ensachées, mais dans une cartouche en laiton, ce qui était plus sûr en cas d'incendie.

Il y avait deux chargeurs dans la tourelle, l'un placé à droite du canon s'occupait des projectiles et l'autre à gauche des cartouches propulsives. Les charges étaient rangées individuellement dans des tubes à double paroi tandis que les projectiles étaient placés dans des tubes simples équipés d'un système d'expulsion à ressort.
Les premiers M103 de présérie produits en 1953 embarquaient un total de 33 obus de 120 mm, ce nombre fut porté à 38 sur les M103A1 et M103A2.
- M358 AP-T : Un boulet perforant en acier coiffé d'une fausse ogive en aluminium pour favoriser sa pénétration dans l'air. Ce projectile de 23,06 kilos possède deux ceintures de rotation et est propulsé par une douille en laiton M109 utilisant la poudre M17. À une distance de 914 mètres, il était capable de percer une plaque d'acier d'une épaisseur de 221 mm sous une incidence de 30° et 124 mm si l'incidence était portée à 60°. À une distance de  1 828 mètres, cette capacité de perforation était diminuée à 196 mm (incidence de 30°) et 114 mm (incidence de 60°).

- M356 HE-T : Une munitions explosive traçante à fragmentation à usage antipersonnel. Tout comme le M338, il possède lui aussi deux ceintures de rotation et utilise une douille M109, remplie cette fois avec de la poudre M31. L'obus de 22,8 kg chargé de composition B explose à l'impact à l'aide d'une fusée à percussion M557 ou M572.

- M357 WP-T : Un projectile au phosphore blanc, il est très similaire à l'obus à fragmentation M356 (même poids, même douille, même fusée et ogive identique).

- M359E2 : Projectile d'entraînement en acier doux ayant la même balistique que le M358 AP-T.

- M469 HEAT-T : Un obus à charge creuse traçant pourvu d'un empennage entré en dotation en 1962. Il utilise la douille en laiton Mill utilisant l'agent propulsif M6. Ce projectile de 14,1 kg est stabilisé durant son vol par des ailettes afin d'éviter partiellement les effets néfastes de l'auto-rotation qui réduit fortement la capacité de perforation des charges creuses à l'impact. Son ogive en forme de bougeoir est équipée d'une pastille piézoélectrique reliée à une fusée PIBD-M509A1. Le M469 est capable de perforer une plaque d'acier d'une épaisseur de 330 mm sous une incidence de 30° et 191 mm sous une incidence de 60° et cela à n'importe quelle distance.

Les munitions entreposées au niveau de la caisse étaient placées de chaque côté du siège du conducteur. À sa gauche, le conducteur avait deux râteliers disposés côte à côte ; le premier d'une capacité de 10 projectiles, le second abritant 4 charges propulsives (douilles en laiton) glissées individuellement dans des tubes métalliques à double paroi, enfin un autre projectile était sanglé contre la paroi du flanc gauche de la caisse. À droite du siège se trouvaient 9 charges propulsives rangées de la même manière que les précédentes, toujours de ce côté, il y avait aussi un projectile sanglé à la paroi et un dernier était placé au-dessus des charges propulsives.
À droite du canon se trouvait le tireur avec juste derrière-lui le poste du premier chargeur qui s'asseyait sur un strapontin. Entre les deux sièges se trouvaient 3 tubes abritant chacun un projectile de 120 mm, un autre projectile était sanglé contre la paroi, derrière le strapontin du premier chargeur.

Dans le panier de la tourelle, à gauche du canon, plus précisément à la hauteur de l'anneau de rotation, se trouvaient 12 charges propulsives rangées verticalement sur un socle et maintenues entre elles par des sangles. Deux charges supplémentaires étaient glissées à l'horizontale sous ce socle. À gauche de la culasse du canon de 120 mm se trouvait le strapontin du second chargeur, il était fixé à l'anneau de rotation de la tourelle et juste derrière lui était sanglée une énième charge propulsive.
Enfin, dans la nuque de la tourelle, étaient installés 21 projectiles et 10 charges propulsives dans deux râteliers disposés de part et d'autre de l'espace réservé aux jambes du chef de char.

## Variantes

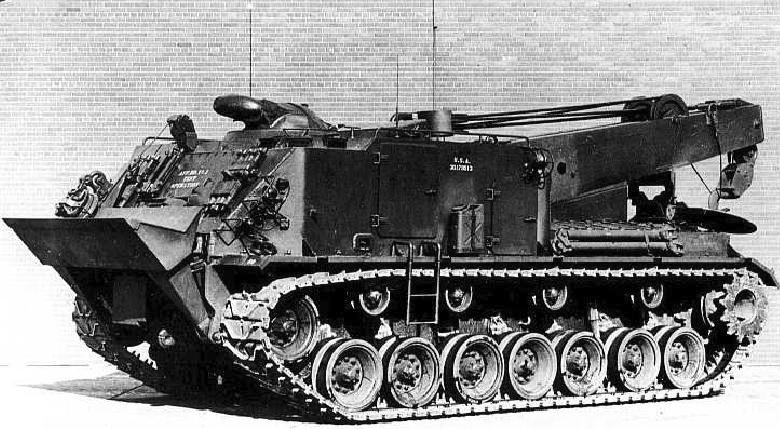
Un prototype de M51 ARV en 1951.

Au début des années 1950, le seul véhicule de dépannage disponible pour remorquer les chars endommagés est le M32, basé sur le Sherman et incapable de prendre en charge les chars lourds. Une version améliorée, le M74, est développée en urgence au début de la guerre de Corée, mais la masse du M103 reste au-delà de ses capacités. Il est donc décidé en février 1951 de produire un véhicule de dépannage lourd à partir du châssis du M103. Le développement commence au début de l’été 1951 et les essais des deux prototypes se déroulent à partir de février 1953. La mise en production est approuvée le 1er septembre 1953 sous la désignation de M51. Celle-ci ne commence toutefois qu’en août 1954 au Detroit Tank Arsenal et s’achève en 1955 après que 187 exemplaires aient été produits. Il apparaît cependant rapidement que le véhicule est inadapté et qu’une cinquantaine de modifications sont nécessaires avant de pouvoir le fournir aux troupes. Ces modifications sont effectuées entre juillet 1956 et juillet 1958.
Le M51 est équipé d’une grue de 30 t, d’un treuil de 45 t et d’un treuil auxiliaire de 5 t. Le châssis est similaire à celui du M103, mais avec un moteur Continental AVSI-1790-6 de 1 000 ghp et une transmission XT-1400-2A.

### Données techniques
|                                   | T43    | M103   | M103A1 | M103A2 |
| --------------------------------- | ------ | ------ | ------ | ------ |
| Longueur hors-tout (m)            | 11,36  | 11,36  | 11,36  | 11,23  |
| Longueur canon vers l’arrière (m) | 10,10  | 10,17  | 10,17  | 10,00  |
| Longueur caisse (m)               | 6,99   | 6,99   | 6,99   | 6,99   |
| Largeur (m)                       | 3,75   | 3,63   | 3,63   | 3,63   |
| Hauteur (m)                       | 3,22   | 3,56   | 3,56   | 3,56   |
| Garde au sol (m)                  | 0,41   | 0,39   | 0,39   | 0,39   |
| Longueur de contact au sol (m)    | 4,40   | 4,40   | 4,40   | 4,40   |
| Masse en ordre de combat (kg)     | 54 431 | 56 699 | 56 699 | 58 060 |
| Masse à vide (kg)                 | 49 895 | 53 070 | 53 070 | 55 792 |
| Pression au sol (psi)             | 12,4   | 12,9   | 12,9   | 13,2   |

|                          | T43                        | M103                       | M103A1                     | M103A2                    |
| ------------------------ | -------------------------- | -------------------------- | -------------------------- | ------------------------- |
| Motorisation             | Continental AVDS-1790-5C   | Continental AVDS-1790-7C   | Continental AVDS-1790-7C   | Continental AVDS-1790-2A  |
| Puissance nette          | 650 hp à 2400 t/m          | 690 hp à 2800 t/m          | 690 hp à 2800 t/m          | 643 hp à 2400 t/m         |
| Puissance brute          | 810 hp à 2800 t/m          | 810 hp à 2800 t/m          | 810 hp à 2800 t/m          | 750 hp à 2400 t/m         |
| Puissance massique nette | 10,8 hp/t                  | 11 hp/t                    | 11 hp/t                    | 10 hp/t                   |
| Puissance massique brute | 13,5 hp/t                  | 13 hp/t                    | 13 hp/t                    | 11,7 hp/t                 |
| Carburant                | 1060 l (essence 80 octane) | 1060 l (essence 80 octane) | 1060 l (essence 80 octane) | 1666 l (gazole 40 cetane) |
| Vitesse maximale (km/h)  | 40,2 km/h                  | 33,8 km/h                  | 33,8 km/h                  | 37 km/h                   |

|                   | T43                | M103               | M103A1             | M103A2             |
| ----------------- | ------------------ | ------------------ | ------------------ | ------------------ |
| Caisse avant      | 127 mm à 60°       | 127 mm à 60°       | 127 mm à 60°       | 127 mm à 60°       |
| Caisse côtés      | 76 mm              | 114 mm à 50°       | 114 mm à 50°       | 114 mm à 50°       |
| Caisse arrière    | 38 mm à 30°        | 38 mm à 30°        | 38 mm à 30°        | 38 mm à 30°        |
| Caisse plancher   | 38 mm              | 38 mm              | 38 mm              | 38 mm              |
| Caisse toit       | 25 mm              | 25 mm              | 25 mm              | 25 mm              |
| Tourelle mantelet | 102-267 mm à 0-45° | 102-254 mm à 0-45° | 102-254 mm à 0-45° | 102-254 mm à 0-45° |
| Tourelle avant    | 127 mm à 60°       | 127 mm à 50°       | 127 mm à 50°       | 127 mm à 50°       |
| Tourelle côtés    | 70-83 mm à 40°     | 70-137 mm à 20-40° | 70-137 mm à 20-40° | 70-137 mm à 20-40° |
| Tourelle arrière  | 51 mm à 40°        | 51 mm à 40°        | 51 mm à 40°        | 51 mm à 40°        |
| Tourelle toit     | 38 mm à 85-90°     | 38 mm à 85-90°     | 38 mm à 85-90°     | 38 mm à 85-90°     |